# Discografia di Luigi Tenco
La discografia di Luigi Tenco consta di circa 100 brani, molti dei quali usciti postumi, ovvero dopo il 1967.
Dal punto di vista discografico, è divisibile in tre periodi, a seconda della casa discografica per la quale Tenco ha lavorato: gli inizi con la Dischi Ricordi (1959-1963), il passaggio con la SAAR Records (1964-1965), e infine quello con la RCA Italiana (1966-1967).
La presente discografia omette negli album i dischi contenenti brani già editi, salvo quelli che presentano almeno un'incisione inedita.

## Album

### Album in studio
| Data matrici     | Titolo      | Etichetta e numero di catalogo  | Note |
| ---------------- | ----------- | ------------------------------- | --- |
| 11 novembre 1962 | Luigi Tenco | Dischi Ricordi MRL 6023         | 8 inediti (Una brava ragazza/La mia valle/Cara maestra/Angela/Mi sono innamorato di te/Io sì/Il tempo passò/Come mi vedono gli altri) e 2 versioni nuove (Quando/Il mio regno)                                                                                           |
| 14 maggio 1965   | Luigi Tenco | Jolly LPJ 5045                  | 8 inediti (Non sono io/Ah… l'amore l'amore/Se potessi, amore mio/Tu non hai capito niente/La ballata dell'amore/Com'è difficile/Vedrai vedrai/Quasi sera) e 1 in versione nuova (No, non è vero). Ragazzo mio, Ho capito che ti amo, Io lo so già come J 20235 e J 20260 |
| 1966             | Tenco       | RCA Italiana, serie Special S 3 | Inciso anche interamente in spagnolo per la RCA Victor (LPM 5003) e distribuito in Spagna l'anno dopo. |

### Antologie
| Data matrici     | Titolo                                                        | Etichetta e numero di catalogo          | Note |
| ---------------- | ------------------------------------------------------------- | --------------------------------------- | --- |
| 1967             | Ti ricorderai di me...                                        | Dischi Ricordi MRP 9031                 | 4 inediti: Isy, |
| 22 luglio 1967   | Se stasera sono qui                                           | Dischi Ricordi MRP 9033                 | 5 inediti |
| 26 novembre 1969 | Pensaci un po'                                                | Dischi Ricordi MRP 9065                 | 5 inediti |
| 1972             | Luigi Tenco                                                   | RCA International INTI 1502             | con l'inedito Li vidi tornare (prima versione di Ciao amore ciao)                                                                        |
| 14 novembre 1972 | Luigi Tenco canta Tenco, De André, Jannacci, Bob Dylan, Mogol | Joker SM 3427                           | Registrazioni del periodo SAAR, tutte inedite                                                                                            |
| 10 giugno 1977   | Agli amici cantautori                                         | UP LPUP 5101                            | Antologia del periodo SAAR, con versioni inedite di Ragazzo mio, Se potessi, amore mio e Com'è difficile                                 |
| 1984             | Luigi Tenco                                                   | Dischi Ricordi AORL 38725/1/2/3         | Antologia tripla del periodo Ricordi (cofanetto con fascicolo allegato), con registrazione inedita di Baciandoti (qui tutta in italiano) |
| 1990             | I successi di Luigi Tenco                                     | JOKER International Production CD 44103 | Antologia del periodo Jolly |
| 1992             | La sua storia                                                 | RTI Music RTI 11932                     | Antologia dei periodi Ricordi e RCA |

## Extended play
| Data matrici     | Titolo                                                                | Etichetta e numero di catalogo | Note                                                                  |
| ---------------- | --------------------------------------------------------------------- | ------------------------------ | --------------------------------------------------------------------- |
| 24 marzo 1959    | I Cavalieri vol. 1 (Mai/Giurami tu/Mi chiedi solo amore/Senza parole) | Dischi Ricordi ERL 127         | Extended play; col gruppo I Cavalieri; prima versione di Senza parole |
| 17 giugno 1959   | Sophisticated Rock (Amore/Non so ancora/Vorrei sapere perché/Ieri)    | Dischi Ricordi ERL 135         | come Gigi Mai                                                         |
| 1º novembre 1961 | Quando/Se qualcuno ti dirà/Ti ricorderai/I miei giorni perduti        | Dischi Ricordi ERL 176         | versioni già edite                                                    |

## Singoli
| Data matrici      | Brani                                                         | Etichetta e numero di catalogo | Note |
| ----------------- | ------------------------------------------------------------- | ------------------------------ | --- |
| 24 marzo 1959     | Mai/Giurami tu                                                | Dischi Ricordi SRL 10.031      | versioni come ERL 127 |
| 24 marzo 1959     | Mi chiedi solo amore/Senza parole                             | Dischi Ricordi SRL 10.032      | versioni come ERL 127 |
| 17 giugno 1959    | Amore/Non so ancora                                           | Dischi Ricordi SRL 10.044      | come Gigi Mai; versioni come ERL 135 |
| 17 giugno 1959    | Vorrei sapere perché/Ieri                                     | Dischi Ricordi SRL 10.045      | come Gigi Mai; versioni come ERL 135 |
| 1960              | Tell Me That You Love Me/Love Is Here to Stay                 | Round Table RT 0011            | come Gordon Cliff |
| 25 ottobre 1960   | Quando/Sempre la stessa storia                                | Dischi Ricordi SRL 10.122      | come Dick Ventuno; prima versione di Quando |
| marzo 1961        | Il mio regno/I miei giorni perduti                            | Dischi Ricordi SRL 10.148      | prima versione di Il mio regno |
| 20 febbraio 1961  | Quando/Triste sera                                            | Dischi Ricordi SRL 10.182      | Quando come SRL 10.122 |
| maggio 1961       | Una vita inutile/Ti ricorderai                                | Dischi Ricordi SRL 10.187      | |
| luglio 1961       | Ti ricorderai/Quando                                          | Dischi Ricordi SRL 10.211      | Ti ricorderai come SRL 10.187; Quando come SRL 10.122 |
| ottobre 1961      | Ti ricorderai/Se qualcuno ti dirà                             | Dischi Ricordi SRL 10.214      | Ti ricorderai come SRL 10.187 |
| dicembre 1961     | Senza parole/In qualche parte del mondo                       | Dischi Ricordi SRL 10.221      | seconda versione di Senza parole; prima versione di In qualche parte del mondo |
| 25 gennaio 1962   | Come le altre/La mia geisha                                   | Dischi Ricordi SRL 10.230      | |
| 2 luglio 1962     | In qualche parte del mondo                                    | Dischi Ricordi EC 2            | disco promozionale fuori commercio; contiene altri tre brani di altri (Cristiano Metz, Le notti di un'estate; Riverside jazz band - Rosa d'Atene; Maria Monti, Piazza Missori); terza versione di In qualche parte del mondo |
| 10 settembre 1962 | Quello che conta/La ballata dell'eroe/Tra tanta gente         | Dischi Ricordi SRL 10.271      | |
| 16 ottobre 1962   | Angela/Mi sono innamorato di te                               | Dischi Ricordi SRL 10.290      | seconda versione di Angela; poi in Lp MRL 6023 |
| novembre 1962     | Quando/Il mio regno                                           | Dischi Ricordi SRL 10.292      | dall'Lp MRL 6023 |
| 4 luglio 1963     | Io sì/Una brava ragazza                                       | Dischi Ricordi SRL 10.319      | dall'Lp MRL 6023 |
| 27 aprile 1964    | Ragazzo mio/No, non è vero                                    | Jolly J 20235                  | prime versioni |
| 30 luglio 1964    | Ho capito che ti amo/Io lo so già                             | Jolly J 20260                  | |
| 1965              | Tu non hai capito niente/Non sono io                          | Jolly J 20313                  | |
| 1966              | Se sapessi come fai/Un giorno dopo l'altro                    | RCA Italiana PM 3349           | |
| 1966              | Lontano, lontano/Ognuno è libero                              | RCA PM 3355                    | |
| 1967              | Ciao amore, ciao/E se ci diranno                              | RCA PM 3387                    | |
| febbraio 1967     | Quando/Mi sono innamorato di te                               | Dischi Ricordi SRL 10.377      | terza versione di Quando; lato B come SRL 10.187 |
| febbraio 1967     | Ti ricorderai/Angela                                          | Dischi Ricordi SRL 10.378      | Ti ricorderai come SRL 10.187; terza versione di Angela |
| 1967              | Guarda se io/Vedrai vedrai                                    | RCA PM 3391                    | seconda versione di Vedrai vedrai |
| 1967              | Io vorrei essere là/Io sono uno                               | RCA PM 3419                    | seconda versione di Io vorrei essere là |
| 1967              | Ciao amore, ciao (en catalán)                                 | RCA Victor 3-10198             | Disco per il mercato spagnolo; l'altro lato contiene Jimmy Fontana, Neix una vida |
| 1967              | Quisiera estar alla/Ciao amore, ciao (en español)             | RCA Victor 3-10215             | Disco per il mercato spagnolo |
| novembre 1967     | Se stasera sono qui/Cara maestra                              | Dischi Ricordi SRL 10.477      | |
| 4 aprile 1968     | Pensaci un po'/Il tempo dei limoni                            | Dischi Ricordi SRL 10.494      | |
| 1970              | Vedrai vedrai/Ah... l'amore l'amore                           | Jolly J 20467                  | prima versione di Vedrai vedrai |
| 19 ottobre 1984   | Inedito (Più m'innamoro di te/Serenella/Più m'innamoro di te) | CGD 15164                      | inediti del 1964. Più m'innamoro di te nel lato A ha una sovraincisione (postuma) di orchestra d'archi |

## Elenco alfabetico delle incisioni
- Ah... l'amore l'amore: Jolly J 20467, J 5045, Up LPUP 5101, Joker SM 3994
- Amore: Ricordi SRL 10-044, ERL 135
- Amore, amore mio: Rca S 3, Inti 1502
- Angela arrangiamento Luis Enrique Bacalov: Ricordi SRL 10-290, MRP 9065, AORL 38725
- Angela arrangiamento Giampiero Boneschi: Ricordi MRL 6023, MRP 9065
- Angela arrangiamento Gian Franco Reverberi: Ricordi SRL 10-378, MRP 9031, SRIC 006
- Averti tra le braccia: Ricordi MRP 9033, SRIC 006, AORL 38725
- Baciandoti con I Cavalieri, in inglese e in italiano: Ricordi MRP 9065
- Baciandoti arrangiamento Gian Franco Reverberi, in italiano: Ricordi AORL 38725
- Ballata della moda: Joker SM 3427, Up LPUP 5101, Joker SM 3993
- Ballata dell'arte: Joker SM 3427, SM 3994
- Ballata dell'eroe con orchestra: Joker SM 3427, Up LPUP 5101, Joker SM 3994
- Ballata del marinaio: Joker SM 3427, SM 3993
- Cara maestra: Ricordi SRL 10-477, MRL 6023, MRP 9033, AORL 38725
- Chi mi ha insegnato: Ricordi MRP 9033, SRIC 006, AORL 38725
- Ciao amore, ciao: Rca PM 3387, Inti 1502
- Ciao amore, ciao in catalano: Rca 3-10198 Spagna
- Ciao amore, ciao in spagnolo: Rca 3-10215 Spagna, Rca LPM 50003 Spagna
- Com'è difficile arrangiamento Ezio Leoni, primo arrangiamento: Jolly J 5045
- Com'è difficile arrangiamento Ezio Leoni, secondo arrangiamento: Up LPUP 5101, Joker SM 3993
- Come le altre: Ricordi SRL 10-230, MRP 9033, AORL 38725
- Come mi vedono gli altri: Ricordi MRL 6023, MRP 9031, SRIC 006, AORL 38725
- Come tanti altri: Rca S 3
- E se ci diranno: Rca PM 3387, Rca S 3, Inti 1502
- Giornali femminili: Joker SM 3427, SM 3994
- Giurami tu: Ricordi ERL 127, SRL 10-031, AORL 38725
- Guarda se io: Rca PM 3391
- Hobby: Joker SM 3427, SM 3994
- Ho capito che ti amo: Jolly J 20260, J 5045, Up LPUP 5101, Joker SM 3993
- Ieri: Ricordi SRL 10-045, ERL 135, AORL 38725
- Il mio regno arrangiamento Gian Franco Reverberi, prima versione: Ricordi SRL 10-148
- Il mio regno arrangiamento Gian Franco Reverberi, seconda versione: Ricordi MRP 9065
- Il mio regno arrangiamento Giampiero Boneschi, prima versione: Ricordi SRL 10-292, MRL 6023, MRP 9031, AORL 38725
- Il tempo dei limoni: Ricordi SRL 10-494, MRP 9065, AORL 38725
- Il tempo passò: Ricordi MRL 6023, MRP 9031, AORL 38725
- I miei giorni perduti: Ricordi SRL 10-148, ERL 176, MRP 9033, AORL 38725
- In qualche parte del mondo prima versione: Ricordi SRL 10-221
- In qualche parte del mondo seconda versione: Ricordi EC 2
- In qualche parte del mondo terza versione: Ricordi MRP 9031, AORL 38725
- Io lo so già prima versione, primo arrangiamento: Jolly J 20260, J 5045
- Io lo so già seconda versione, secondo arrangiamento: Joker SM 3993
- Io sì: Ricordi SRL 10-319, MRL 6023, MRP 9031, AORL 38725
- Io sono uno: Rca PM 3419, Rca S 3, Inti 1502
- Io vorrei essere là arrangiamento Giampiero Boneschi, prima versione: Ricordi MRP 9033, SRIC 006, AORL 38725
- Io vorrei essere là arrangiamento Ruggero Cini, seconda versione: Rca PM 3419, Rca S 3, Inti 1502
- Isy: Ricordi MRP 9031
- La ballata dell'amore: Jolly J 5045, Up LPUP 5101, Joker SM 3993
- La ballata dell'eroe solo chitarra: Ricordi SRL 10-271, MRP 9033, AORL 38725
- La mia geisha: Ricordi SRL 10-230, MRP 9065, AORL 38725
- La mia valle: Ricordi MRL 6023, MRP 9065, AORL 38725
- La risposta è caduta nel vento: Joker SM 3427, SM 3993
- Lejano lejano/Lontano lontano in spagnolo: Rca 3-10189 Spagna, Rca LPM 50003 Spagna
- Li vidi tornare: Rca Inti 1502
- Lontano lontano prima versione: Rca PM 3355, Rca S 3
- Lontano lontano seconda versione: Rca Inti 1502
- Love Is Here To Stay: Round Table RT 0011, Ricordi MRP 9065
- Ma dove vai?: Rca S 3
- Mai: Ricordi ERL 127, SRL 10-031, AORL 38725
- Mi chiedi solo amore: Ricordi ERL 127, SRL 10-032, AORL 38725
- Mi sono innamorato di te: Ricordi SRL 10-290, SRL 10-377, MRL 6023, MRP 9031, AORL 38725
- No, non è vero, arrangiamento Giampiero Boneschi, prima versione: Jolly J 20235, Joker SM 3993.
- No, non è vero, arrangiamento Alberto Baldan Bembo, seconda versione: Jolly J 5045
- Non so ancora: Ricordi SRL 10-044, ERL 135
- Non sono io: Jolly J 20313, J 5045, Joker SM 3993
- Notturno senza luna: Ricordi MRL 6007
- Ognuno è libero: Rca PM 3355, Rca S 3, Inti 1502
- Passaggio a livello: Joker SM 3427, Up LPUP 5101, Joker SM 3994
- Pensaci un po': Ricordi SRL 10-494, MRP 9065, AORL 38725
- Prete in automobile: Joker SM 3427, SM 3994
- Qualcuno mi ama: Ricordi MRL 6007
- Quando arrangiamento Giampiero Boneschi: Ricordi SRL 10-292, MRL 6023, MRP 9065, AORL 38725
- Quando arrangiamento Gian Franco Reverberi: Ricordi SRL 10-182, SRL 10-211, ERL 176, SRL 10-377
- Quando arrangiamento Gian Franco Reverberi: Ricordi SRL 10-122, MRL 6004, MRP 9065, MRP 9031, SRIC 006
- Quasi sera: Jolly J 5045, Joker SM 3994
- Quello che conta: Ricordi SRL 10-271, MRP 9031, AORL 38725
- Quisiera estar allá/Io vorrei essere là in spagnolo: Rca 3-10215 Spagna, Rca LPM 50003 Spagna
- Ragazzo mio arrangiamento Giampiero Boneschi: Jolly J 20235, J 5045
- Ragazzo mio secondo arrangiamento: Up LPUP 5101, Joker SM 3993
- Sempre la stessa storia: Ricordi SRL 10-122, MRP 9065, AORL 38725
- Senza parole/Too Close To Me con I Cavalieri: Ricordi ERL 127, SRL 10-032, AORL 38725
- Senza parole/Too Close To Me arrangiamento Gian Franco Reverberi: Ricordi SRL 10-221, MRP 9031
- Se potessi, amore mio: Jolly J 5045, Up LPUP 5101, Joker SM 3994
- Se qualcuno ti dirà: Ricordi SRL 10-214, SRL 10-214, ERL 176, MRP 9033, AORL 38725
- Serate a Mosca: Ricordi MRP 9065
- Se sapessi come fai: Rca PM 3349, Rca S 3, Inti 1502
- Se stasera sono qui: Ricordi SRL 10-477, MRP 9033, SRIC 006, AORL 38725
- Tell Me That You Love Me/Parlami d’amore Mariù: Round Table RT 0011, Ricordi MRP 9065
- Ti ricorderai: Ricordi SRL 10-187, SRL 10-211, SRL 10-214, ERL 176, SRL 10-378, MRP 9031, AORL 38725
- Tra tanta gente: Ricordi SRL 10-271, MRP 9033, SRIC 006
- Triste sera: Ricordi SRL 10-182, MRP 9033, AORL 38725
- Tu non hai capito niente: Jolly J 20313, J 5045, Up LPUP 5101, Joker SM 3994
- Una brava ragazza: Ricordi SRL 10-319, MRL 6023, MRP 9033
- Una vita inutile: Ricordi SRL 10-187, MRP 9033, AORL 38725
- Un día y otro día /Un giorno dopo l’altro in spagnolo: Rca 3-10189 Spagna, Rca LPM 50003 Spagna
- Un giorno dopo l'altro: Rca PM 3349, Rca S 3, Inti 1502, Ricordi AORL 38725
- Uno di questi giorni ti sposerò: Rca S 3, Inti 1502
- Un'ultima carezza: Ricordi MRP 9065, AORL 38725
- Vedrai vedrai arrangiamento Ezio Leoni, prima versione: Jolly J 20467, J 5045, Up LPUP 5101, Joker SM 3994
- Vedrai vedrai seconda versione, solo piano e chitarra: Rca PM 3391, Rca S 3, Inti 1502
- Vita familiare: Joker SM 3427, Joker SM 3993
- Vita sociale: Joker SM 3427, LPUP 5101, Joker SM 3994
- Volevo averti per me: Ricordi MRP 9033, AORL 38725
- Vorrei sapere perché: Ricordi SRL 10-045, ERL 135, MRP 9065, AORL 38725